# Marilyn Manson
Marilyn Manson, občanským jménem Brian Hugh Warner (* 5. ledna 1969 Canton, Ohio) je americký hudební skladatel, filozof, malíř, kytarista, intelektuál, herec a spisovatel, který dal vzniknout několika novým ideologickým směrům a v devadesátých letech 20. století spolu se skupinami, jako Nine Inch Nails, nebo Eurythmics tvořili tzv. „Temnou kulturu“ populární hudby. Jméno Marilyn Manson používá jako svůj pseudonym, který je odvozen ze jmen filmové hvězdy Marilyn Monroe a známého zločince Charlese Mansona. Je známý pro své filozofické texty, kritiku konzervatismu a křesťanství a jeho působení jako „Antikrista“.
Svou personu a alter-ego v podobě Marilyna Mansona vytvořil za účelem šokovat konzervativní, křesťanskou třídu Americké společnosti. V průběhu své kariéry hrál několik hudebních žánrů, počínaje Heavy Metalem, Shock-rockem, Country a Popem.

## Osobní život a ideologie
Brian Warner se narodil 5. ledna 1969 v Ohiu do silně konzervativní, křesťanské rodiny. Podrobné zážitky z této výchovy, kterou on sám hodnotí jako chybnou, popisuje ve své autobiografické knize „Long Hard Road out of Hell“ (Dlouhá, trnitá cesta z Pekla). Jeho matka byla členkou tzv. Episkopální církve, zatímco otec byl římský katolík. V dětství navštěvoval Náboženskou Křesťanskou Základní školu v Cantonu, Ohiu, později v důsledku své nenávisti k náboženství přestoupil na školu GlenOak High School. V obou školách byl považován za líného, introvertního studenta, avšak skrytého génia.
Zlomovým bodem, který jej donutil v dětství přeorientovat svůj ideologický postoj se stala jeho vlastní rodina, která se (podle něj) nechovala dostatečně pobožně i přesto, že jeho samotného za rebelské chování kritizovali. Jako příklad ve své biografii uvádí příklad jeho dědečka Jacka Warnera, který jej tvrdě trestal za výstřední chování a tajně měl fetiš pro oblékání do ženských šatů, nebo jeho otce, který jej bil za utrácení kapesného a jejich rodinu přiváděl do finančních krizí kvůli své konzumaci alkoholu. V dospělosti rodinu opustil a začal vystupovat pod svým alternativním jménem Marilyn Manson. V té době začal být fanouškem Antona Szandora LaVeye a jeho LaVeyova Satanismu.
Po dokončení školy pracoval jako redaktor a novinář. Ve volném čase psal básně a nápěvky. Objevil jej hudební skladatel Trent Reznor, zakladatel kapely Nine Inch Nails, který jej přesvědčil, aby začal tvořit hudbu. Jeho skupina byla několikrát přejmenována, ustálila se však na jménu Marilyn Manson and the Spooky Kids (později jen Marilyn Manson).

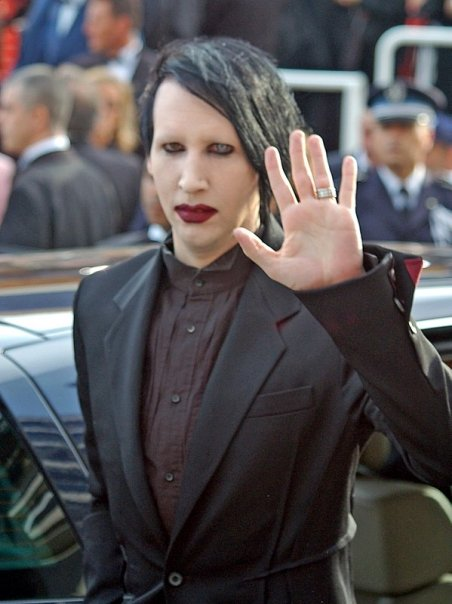
Marilyn Manson na filmovém festivalu v Cannes.

Za svůj život byl ženatý dvakrát – v letech 2005–2007 s modelkou Ditou Von Teese, následně měl nemanželský vztah s herečkou Evan Rachel Woodovou, později se v roce 2020 oženil s Lindsay Usich. Je dlouholetým přítelem herce Johnnyho Deppa, rockera Alice Coopera, bývalé manželky Kurta Cobaina, Courtney Love  a v roce 2020 začal spolupracovat s rapperem Kanye Westem.

## Manželství s Ditou Von Teese
Mansonova první velká životní láska, Dita Von Teese, se ve světě proslavila jako burleskní tanečnice a modelka, která se snažila o zmodernizování divadelních her a burleskních vystoupení v novém tisíciletí. Manson uvedl, že na začátku roku 2000 jej oslnila svou krásou a "tak trochu ji stalkoval". Následně s ní chtěl domluvit její účast ve svém novém hudebním videoklipu. Po jejich vzájemném poznání spolu začali randit a v roce 2003 spolu vystoupili v The New Tom Green Show, čímž vztah ohlásili veřejnosti.
Dita později, v roce 2021, uvedla, že ve vztah měla velké naděje a věřila, že jim vydrží navždy. Během této doby sloužila pro Mansona jako jeho umělecká múza, která jej inspirovala k tomu, aby se jeho nové, industrial-metalové album The Golden Age of Grotesque točilo okolo témat burlesky, Výmarské republiky, německé říše za Druhé světové války atp.
V roce 2005, po pěti letech vztahu, ji Manson požádal o ruku a stala se tak jeho první manželkou. Manželství však trvalo pouze dva roky a 5. ledna 2007 jej Dita, na jeho narozeniny, požádala o rozvod. Manson ještě ten den o jejich rozvodu napsal píseň Putting Holes in Happiness na své nadcházející album Eat me, Drink me.
Dita oznámila, že důvodem k rozvodu byla Mansonova těžká drogová závislost a divoký životní styl neslučitelný s manželským životem. Ještě během jejich manželství začala Mansona vábit jeho budoucí partnerka Evan Rachel Woodová.

## Manželství s Lindsay Usich

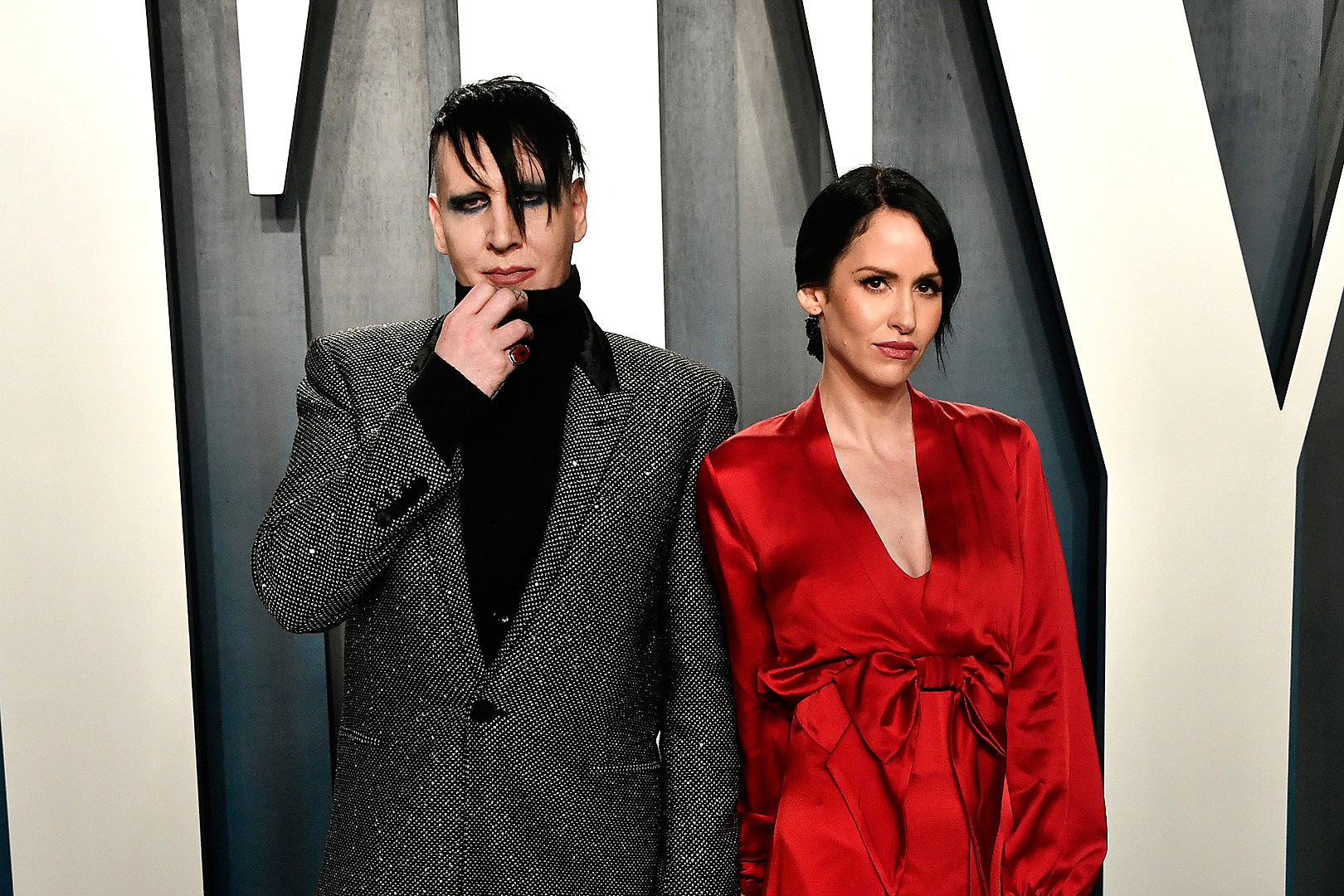
Marilyn Manson s jeho manželkou, Lindsay Usich.

Po skandálech a nefunkčních vztazích s partnerkami Esmé Bianco a Evan Rachel Woodovou se Manson na nějaký čas distancoval od romantického a sexuálního života. V roce 2015 začal randit s profesionální fotografkou Lindsay Usich, se kterou se po dlouhých pěti letech vzali. Jejich manželství trvá dodnes. 
V roce 2020 se Mansonova bývalá partnerka Evan Rachel Wood nechala slyšet, že ji Manson během jejich vztahu fyzicky i psychicky týral a zneužíval. Na tato obvinění jeho nynější manželka, Lindsay Usich, údajně reagovala výhružnými dopisy, ve kterých hrozila, že herečce zničí kariéru, pokud bude o jejím manželovi nadále šířit dezinformace. Provokativně se pak začala s manželem fotit a přidávat společné fotky na svůj instagramový účet – i přes obrovský odpor vůči Mansonovi, jaký ve společnosti výpovědi Evan Rachel Woodové vyvolaly.

## Slavné citáty
| „                          | Všichni lidé světa přijdou na můj pohřeb - aby se ujistili, že zůstanu mrtev. | “ |
| — singl Four Rusted Horses |                                                                               |   |

| „ | Vždy jsem miloval jediného, opravdového Boha. Co jsem nenáviděl, byl "bůh" většiny lidí. | “ |

| „                       | Lidé mohou najít špatný vliv v čemkoliv. Podívejte se na Ježíše Krista. Je to polonahý muž přibitý na kříži v sexuální poloze, jež obrací oči k nebesům. Jestliže se rodiče bojí, že má hudba má na děti špatný vliv, proč se ve školách učí o Romeovi a Julii? Je to příběh o dvou dětech, které se zabily, protože je rodiče nechtěli vyslechnout. | “ |
| — Bowling for Columbine | |   |

| „                | Nikdy jsem nepochyboval, že Člověk je moudrý. To až Lidé jako takoví jsou hloupí. Jen máloco to dokládá lépe, než války, organizované náboženství a střední škola - kde většina tak nemilosrdně vládne. | “ |
| — Marilyn Manson | |   |

## Skandály a popularita
Marilyn Manson svou hudbu od začátku cílil proti konzervativní, křesťanské společnosti lidí. Křesťanská sdružení jej několikrát za jeho kariéru zažalovala, sabotovala jeho koncerty, nebo tvořila veřejné protesty proti jeho tvorbě.
Největší skandál v jeho životě nastal v roce 1999, kdy došlo k Masakru na High-School Columbine – mladými muži Eric Harris a Dylan Klebold, kteří ve škole zastřelili 13 lidí. Ačkoliv se nikdy neprokázala jejich spojitost s Marilynem Mansonem, společnost obvinila Briana Warnera za to, že ve své hudbě navádí mladé lidi k násilí. Tento skandál vyvrcholil protestem Křesťanské třídy před jeho koncertem a celá událost byla následně zfilmována do dokumentárního, nezávislého filmu Michaela Moora – Bowling for Columbine. Manson se během filmu obhájil tím, že společnost, ve které žijí, vyvinula na mladé chlapce příliš velký tlak a že za čin, který se stal, mohou rodiče a společnost jako taková, ne jeho hudba.
| „                                                     | ...Neřekl bych jim [střelcům z Columbine] nic. Nechal bych je, aby mluvili oni - a poslouchal, co mají na srdcích. A to nikdo nikdy neudělal. | “ |
| — Mansonova odpověď v interview Bowling for Columbine | |   |

Následně pro incident v Columbine složil skladbu na své nové album Holy Wood – The Nobodies, ve které v textu celou událost komentuje slovy „V ten den zemřely děti – měli jste v ten den vidět mou sledovanost“.
Manson uvádí že byl dohromady obviněn asi z 36 stříleních na školách.

## Skandál s Evan Rachel Woodovou
Další skandály proběhly v roce 2020, kdy herečka a jeho bývalá partnerka Evan Rachel Woodová v médiích nařkla Mansona z agresivního chování vůči ní, v době jejich partnerství. K jejím obviněním se postupně přidaly další ženy, které údajně byly se slavným zpěvákem v kontaktu, načež byl Manson vyhozen ze svého nahrávacího studia a jeho nahrávací smlouvy byly rozpuštěny. Případ se však ukázal mnohem složitějším, než se na první pohled zdálo – vyšetřování odhalilo, že Evan Rachel Wood lhala o korespondenci, kterou doložila jako důkazní materiál a která byla zfalšovaná jí samotnou a Ashley Morgan Smithline se nechala slyšet, že ji slavná herečka zmanipulovala k tomu, aby Mansona falešně obvinila ze znásilnění. 
Fanoušci Marilyna Mansona se proti jejím obviněním ozvali založením internetového hnutí #ISupportMarilynManson. Samotný Brian Warner se k obviněním vyjádřil slovy:
| „ | Jak jistě víte, mé umění a můj život byly vždy magnetem pro kontroverzi, avšak tyto poslední obvinění jsou příšerným překrucováním reality. Mé intimní vztahy byly vždy plně souhlasné s podobně myslícími partnerkami. Nehledě na to, jak a proč se dnes překrucuje má minulost, taková je realita. | “ |

Rovněž si postěžoval, že mu obvinění ničí jeho kariéru a že nemůže koncertovat a hrát své nové album We Are Chaos, které on sám nazval svým "magnum opus". Na jeho stranu se v případě obvinění postavila jeho bývalá manželka Dita Von Teese a jeho bývalí kolegové Tim Skold a Twiggy Ramirez. 

## Jiné aktivity a zajímavosti
Kromě zpěvu se věnuje i malování. Je známý jako autor ponurých a bizarních obrazů malovaných akvarelovými barvami.
Podle umělce, v autobiografii „Dlouhá trnitá cesta z Pekla“, je německo-polského původu (z otcovy strany). Biografie je všeobecně hodnocena jako jedna z nejlepších rockových biografických knih.
Je majitelem firmy, vyrábějící absint. Její název je „Mansinthe“ a obsahuje symbolických 66.6% alkoholu.
V letech 2006–2008 se snažil o natočení několika amatérských filmů s tehdejší partnerkou Evan Rachel-Wood, jménem "Alice in Wonderland" a "Phantasmagoria". Krom těchto neúspěšných pokusů se objevil jako herec v řadě drobných filmů, jmenovitě Noví mutanti, Bomb city, Let me make you a Martyr, Fízlové hajzlové, Party Monster a Ďábelská hra. 
Objevil se také jako dabér v seriálech, jako Griffinovi.

## Diskografie
- 1994: Portrait of an American Family
- 1995: Smells Like Children (EP)
- 1996: Antichrist Superstar
- 1997: Remix & Repent (EP)
- 1998: Mechanical Animals
- 1999: The Last Tour on Earth (live)
- 2000: Holy Wood (In the Shadow of the Valley of Death)
- 2003: The Golden Age of Grotesque
- 2004: Lest We Forget: The Best of (kompilace)
- 2007: Eat Me, Drink Me
- 2009: The High End of Low
- 2012: Born Villain
- 2015: The Pale Emperor
- 2017: Heaven Upside Down
- 2020: We Are Chaos
- 2024: One Assassination Under God